# إلياس ون
إلياس ون (بالإنجليزية: Elias Wen) هو قسيس أمريكي، ولد في 10 نوفمبر 1896 في بكين في الصين، وتوفي في 9 يونيو 2007 في سان فرانسيسكو في الولايات المتحدة.